# Algarrobo (ort)
Algarrobo är en ort i Colombia.   Den ligger i departementet Magdalena, i den norra delen av landet, 600 km norr om huvudstaden Bogotá. Algarrobo ligger 51 meter över havet och antalet invånare är 10 042.
Terrängen runt Algarrobo är platt. Runt Algarrobo är det ganska glesbefolkat, med 31 invånare per kvadratkilometer. Närmaste större samhälle är Chivolo, 18,7 km söder om Algarrobo. Omgivningarna runt Algarrobo är huvudsakligen savann.